# Tibetansk perlekurv
Tibetansk perlekurv (Anaphalis triplinervis) - ofte blot kaldt perlekurv - er en staude med en tuedannende vækst. Bladene er grålige og blomsterne hvide med gule midter. Da blomstringen er sen og langvarig, og da planten er tørketålende og nøjsom, dyrkes den meget i haverne.

## Beskrivelse
Tibetansk perlekurv er en flerårig, urteagtig plante med en opstigende til opret og tuedannende vækstform. Stænglerne er hvidfiltede og uregelmæssigt furede. Bladene er spredtstillede, elliptiske og helrandede med tre tydelige, forsænkede bladribber på oversiden. Begge bladsider er filthårede, og oversiden er derfor grågrøn, mens undersiden er gråhvid. 
Blomstringen foregår i august-september, og ofte ses de holdbare blomster helt ind i oktober. De enkelte blomster er uregelmæssige og samlet i små kurve, der sammen danner halvskærmagtige, endestillede stande. Frøene er nødder med en kort fnok.
Rodsystemet er kraftigt med både dybtgående og vidt udbredte hoved- og siderødder.
Højde x bredde og årlig tilvækst: 0,50 x 0,25 m (50 x 25 cm/år).

## Hjemsted
Tibetansk perlekurv er naturligt udbredt på Himalayakædens sydside, dvs. i Pakistan, Nepal, Tibet, Bhutan og Nordindien, og i en enkelt, kinesisk provins: Xizang. Overalt foretrækker den voksesteder i fuld sol på en jordbund, som er veldrænet, kalkholdig og tør. 
I det kolde ørkenområde, som ligger i 4.500-5.000 m højde på skråningerne af Ropa-Giavung dalen i den indiske delstat Himachal Pradesh, vokser arten sammen med blandt andet: Aconitum ferox (en art af stormhat), alpedraba, Anaphalis contorta (en art af perlekurv), Anemone obtusiloba, Aster flaccidus (en art af asters), Bergenia stracheyi (en art af kæmpestenbræk), Delphinium brunonianum (en art af ridderspore), Geranium wallichianum (en art af storkenæb), høststenurt, kugleprimula, Oxyria digyna (en art af fjeldsyre), rankefjeldarve, Ranunculus laetus (en art af ranunkel), Rheum moorcroftianum (en art af rabarber), rød potentil, spidsbladet fjeldarve, Thymus linearis (en art af timian) og tæppepileurt
| Portal | Portal:Botanik |

## Note
1. ↑  R.K. Verma og K.S. Kapoor: Plant Species Diversity in Ropa – Giavung Valley in Cold Deserts of District Kinnaur, Himachal Pradesh Arkiveret 5. marts 2016 hos  Wayback Machine – en grundig undersøgelse af vegetationen på de kolde, tørre dele af det vestlige Himalaya (engelsk)